# Pulya+ Disk 1
Pulya+ Disk 1 (en ruso:'Пуля'). Significa "Bala (disk 1)". Este álbum es una reedición del primer álbum de Leningrad, Пуля (Pulya) con pistas adicionales.

## Listado de temas
1. "Я так люблю тебя" - Ya Tak Lyublyu Tebya - (Te amo) - 2:50
2. "Айседора" - Aysedora - (Nombre ruso) - 2:33
3. "Танцы" - Tantsi - (Danza) - 2:27
4. "Невский Проспект" - Nevskiy Prospekt - (Nevsky Prospect) - 2:38
5. "Таня " - Tanya - (Nombre ruso) - 2:29
6. "Контакт" - Kontakt - (Contacto) - 2:18
7. "Люба" - Lyuba - (Nombre ruso) - 2:23
8. "Давай-давай" - Davay-Davay - (¡vamos, vamos!) - 2:04
9. "Молодость" - Molodost' - (Juventud) - 3:33
10. "Катюха" - Katyuja - 2:33
11. "Любовь" - Lyubov' - (Amor) - 1:58
12. "Пуля" - Pulya - (Bala) - 3:09
13. "Танец маленьких лебедей" - Tenets Malen'kij lebedey - (Danza de los pequeños cisnes) - 1:17